# 柘植伊佐夫
柘植 伊佐夫（つげ いさお、1960年1月27日 - ）は、日本のビューティーディレクターおよび人物デザイナー。長野県伊那市出身。

## 略歴

### 1979年-1989年
1979年より美容界へ入りヴィダルサスーンの技術を習得する。1982年にモッズヘアへ入社。ヘアメイクアーティストとして活動する。

### 1990年-1999年
1990年、「第一回日本ヘアデザイナー大賞」(Japan Hairdressing Award) を受賞、1991年同アワードで「セッションスタイリスト優秀賞」を受賞。1999年、手塚眞監督『白痴』で映画全体のヘアメイク監督を担当する。

### 2000年-2009年
2003年、庵野秀明監督『キューティーハニー』の担当よりヘアメイク監督から「ビューティーディレクター」へ改称する。同年、「キャラクター監修」として本木克英監督『ゲゲゲの鬼太郎 千年呪い歌』のキャラクターデザインを統括する。2008年、滝田洋二郎監督『おくりびと』のビューティーディレクションを担当する。

### 2010年-2019年
2010年、NHK大河ドラマ『龍馬伝』、2012年、NHK大河ドラマ『平清盛』の人物デザイン監修を担当。同年、「龍馬デザイン。」「さよならヴァニティー」を刊行する。「人物デザインの開拓」により「第30回毎日ファッション大賞／鯨岡阿美子賞」を受賞する。2016年、庵野秀明監督『シン・ゴジラ』の扮装統括を担当。2018年、長野県伊那市に「森・人・美」をコンセプトにした官民団体「伊那市ミドリナ委員会」を発足。2019年、NHKスペシャルドラマ『ストレンジャー～上海の芥川龍之介～」、武内英樹監督『翔んで埼玉』の人物デザイン監修／衣裳デザインを担当。同年長野県信州高遠美術館で「柘植伊佐夫 UNITY-人物デザインの世界展-」を開催する。

### 2020年-
2020年加藤卓哉監督『完全なる飼育ètude』でプロデューサー、音楽プロデューサー、人物デザイン監修を担当する。2020/22年NHKドラマ『岸辺露伴は動かない』、2023年『岸辺露伴 ルーヴルへ行く』の人物デザイン監修／衣裳デザインを担当する。同年NHK大河ドラマ『どうする家康』の人物デザイン監修を担当する。

## 特徴
作品の美容面をデザインする場合は、「ビューティーディレクター」、衣装・小道具を加えた扮装全体のデザインは、「人物デザイナー」として活動する。制作の主題は「現実の非現実」。リアリズムを重視し必要箇所に強いデフォルメを施す。「リアリティーの実現」が制作上の傾向である。

## 活動

### 映画
- GONIN（1995年、本木雅弘のヘアメイクデザイン）
- 白痴（1999年、ヘアメイク監督）
- 双生児-GEMINI- （1999年、ヘアメイク監督）
- 式日（SHIKI-JITSU, ritual）（2000年、ヘアメイク監督）
- エレクトリックドラゴン80000V（2001年、ヘアメイクデザイン）
- 殺し屋1（2001年、浅野忠信のヘアメイクデザイン）
- キューティーハニー（2003年、ビューティーディレクション）
- 美しい夜、残酷な朝（2004年、三池崇史監督パートのビューティーディレクション）
- オペレッタ狸御殿（2005年、ビューティーディレクション）
- 46億年の恋（2005年、ビューティーディレクション）
- ローレライ（2005年、香椎由宇のヘアメイクデザイン）
- 拘束のドローイング9（2005年、ビューティーメイクアップ）
- 夜の上海（2007年、ビューティーディレクション／スクリプトスーパーバイザー）
- ゲゲゲの鬼太郎（2007年、ビューティーディレクション）
- 神様のパズル（2008年、ビューティーディレクション）
- ゲゲゲの鬼太郎 千年呪い歌（2008年、キャラクター監修）
- TOKYO!（2008年、レオス・カラックス監督パートのビューティーディレクション）
- おくりびと（2008年、ビューティーディレクション）
- コトバのない冬（2008年、ビューティーディレクション／スチルフォトグラフ）
- ヤッターマン（2009年、キャラクタースーパーヴィジョン）
- TAJOMARU（2009年、ヴィジュアルディレクション）
- 十三人の刺客（2010年、人物デザイン）
- Fly me to the moon-恋するミナミ-（2013年、人物デザイン）
- 喰女-クイメ-（2014年、衣裳・ヘアメイクデザイン）
- 寄生獣（2014年、キャラクタービジュアルディレクター）
- 進撃の巨人 ATTACK ON TITAN（2015年、扮装統括／衣装デザイン）
- 進撃の巨人 ATTACK ON TITAN エンド オブ ザ ワールド（2015年、扮装統括／衣装デザイン）
- シン・ゴジラ（2016年、扮装統括）
- 累（2018年、人物デザイン監修／衣装デザイン）
- 翔んで埼玉（2019年、人物デザイン監修 ／ 衣装デザイン）
- ばるぼら（2020年、扮装統括）
- 完全なる飼育ètude（2020年、プロデューサー／音楽プロデューサー／人物デザイン監修）
- アイ・アムまきもと（2022年、人物デザイン監修）
- シン・仮面ライダー（2023年、扮装統括・衣裳デザイン）
- 岸辺露伴 ルーヴルへ行く（2023年、人物デザイン監修・衣裳デザイン）
- はたらく細胞（2024年、扮装統括・衣装コンセプト）

### 舞台
- ブリキノマチノ夏の夜の夢（1993年、ヘアメイク）
- 赤鬼タイ語上演（1998年、ヘアメイク）
- 赤鬼タイ語上演（1999年、ヘアメイク）
- カメレオンズ・リップ（2004年、ビューティーディレクション）
- 透明人間の蒸気（2004年、美粧）
- 赤鬼タイ語上演（2004年、美粧）
- 赤鬼 日本語上演（2004年、美粧）
- 夜叉ヶ池（2004年、ビューティーディレクション）
- キャバレー（2004年、エムシー／サリーのヘアメイクデザイン）
- 赤鬼 韓国語上演（2005年、美粧）
- SHAKESPEARE'S R&J（2005年、ヘアメイクデザイン）
- ヴァージニア・ウルフなんかこわくない?（2006年、ビューティーディレクション）
- バレエ『ペトリューシュカ』（2006年、首藤康之ヘアメイク）
- バレエ『牧神の午後』（2006年、ビューティーディレクション）
- 春琴（2008年、宣伝ヘアメイク）
- 空白に落ちた男（2008年、首藤康之ヘアデザイン）
- ミュージカル・シラノ（2009年、宣伝コンセプトデザイン）
- 貞奴 世界を翔る（2012年、ヴィジュアルプロデュース）
- 第四回貴雅の会（2013年、映像：監督補 、 舞台：人物デザイン監修、宣伝：クリエイティブディレクション）
- あかいくらやみ～天狗党幻譚～（2013年、人物デザイン監修）
- ダンス『ドリアン・グレイ』（2013年、ヘアメイク）
- ABKAI市川海老蔵第一回自主公演（2013年、宣伝クリエイティブディレクション）
- 冒した者（2013年、人物デザイン監修）
- MIWA（2013年、美粧）
- 天才執事ジーヴス（2014年、人物デザイン監修）
- 半神（2014年、美粧）
- PLUTO（2015年、2018年、キャラクタービジュアル／コスチュームデザイン／ヘアメイクデザイン）
- メンフィス（2015年、キャラクタープロデュース）
- エッグ（2012年、2015年美粧）
- 十一ぴきのネコ（2012年、2015年、美粧）
- 逆鱗（2015年、美粧）
- 足跡姫～時代錯誤冬幽霊～（2016年、美粧）
- 王将（2017年、扮装統括）
- 六本木歌舞伎座頭市（2017年、扮装）
- 八月納涼歌舞伎『野田版 桜の森の満開の下』（2017年、美粧）
- 贋作桜の森の満開の下（2018年、美粧）
- Q：A Night At The Kabuki（2019年、2022年、美粧）
- 常陸坊海尊（2019年、扮装）
- 蝶々夫人（2019年、美粧）
- 王将（2021年、扮装統括）
- 醉いどれ天使（2021年、人物デザイン監修）
- 舞台 エヴァンゲリオン ビヨンド（2023年、ビジュアルディレクション・衣裳デザイン）

### テレビ
- ブラック・ジャック（2000年、ブラック・ジャックヘアメイクデザイン）
- ブラック・ジャックII（2000年、同上）
- ブラック・ジャック3–悲劇の天才料理人』（2001年、同上）
- NHK大河ドラマ『龍馬伝』（2010年、人物デザイン監修）
- ヘブンズ・フラワー The Legend of ARCANA（2011年、人物デザイン）
- NHK大河ドラマ『平清盛』（2012年、人物デザイン監修）
- 放送90年NHK大河ファンタジー『精霊の守り人』（2016年、人物デザイン監修）
- 放送90年NHK大河ファンタジー『精霊の守り人 悲しき破壊神』（2017年、人物デザイン監修）
- 放送90年NHK大河ファンタジー『精霊の守り人 最終章』（2017年、2018年 人物デザイン監修）
- 日本テレビ『俺のスカート、どこ行った？』（2019年4月クール『原田のぶお』人物デザイン監修／衣装デザイン）
- フジテレビ『ルパンの娘』（2019年7月、2020年10月クール 泥棒スーツデザイン）
- NHKスペシャルドラマ『ストレンジャー〜上海の芥川龍之介〜」（2019年、人物デザイン監修）
- NHKリモートドラマ『Living』（2020年、人物デザイン監修）
- NHK『岸辺露伴は動かない』（2020年、人物デザイン監修）[4]
- NHK『きよしこ』（2021年、人物デザイン監修）
- NHK『岸辺露伴は動かない』（2021〜22年、人物デザイン監修）
- NHK大河ドラマ『どうする家康』（2023年、人物デザイン監修）
- テレビ朝日ドラマプレミアム『ブラック・ジャック』（2024年、ビジュアルコンセプト/人物デザイン監修/衣裳デザイン）[5]

### ライブ
- ビョーク『フジロックフェスティバル』（1998年、ヘアメイク）
- ビョーク『LIVE 8』（2005年、ヘアメイク）
- 福山雅治 『20TH ANNIVERSARY WE'RE BROS TOUR 道標』（2009年、ビジュアルプラン／ビューティーディレクション）
- 福山雅治『福山☆夏の大創業祭 稲佐山』（2009年、ビジュアルプラン／ビューティーディレクション）

### イベント
- KANSAI HUMAN VOLCANO（1988年、ヘアデザイン）
- KANSAI HUMAN SPECTACLE（1990年、ヘアデザイン）
- ハロー・ロシア（1993年、ヘアデザイン）
- ハロー・ベトナム（1995年、ヘアデザイン）
- ハロー・インディア（1997年、ヘアデザイン）
- ハロー・ジャパン・ハロー21・イン岐阜（2000年、ヘアデザイン）
- 山口きらら博『やまぐち元気伝説』（2001年、ヘアメイクデザイン）
- KANSAI SUPER SHOW アボルダージュ（2004年ビューティーディレクション）
- KANSAI SUPER SHOW 太陽の船（2007年、ビューティーディレクション）

### アート
- マシュー・バーニー『拘束のドローイング展（日本、米国、韓国）』（2005年-2006年、ビューティーメイクアップ）
- 崔左銀『KI-DO-AI-RAKU展（韓国）』 （2007年、天児牛大のヘアメイク）
- バレエアポロ『第2回フェニックスアートプロジェクト（東京）』『第12回バージョンクリップ（パリ）』(2015年、プロデュース・芸術監督）
- 柘植伊佐夫『UNITY-人物デザインの世界展-』（2019年、作品展）

### コレクション
1988年からの抜粋
- イッセイミヤケ（ヘアチーフ、イサム・ノグチ追悼コレクション：東京）
- エルメス（ヘアメイク、東京）
- カール・ラガーフェルド（ヘア、東京）
- カンサイヤマモト（ヘアメイクチーフ、東京／パリ）
- ケイタマルヤマ（ヘアメイクチーフ、東京）
- コムデギャルソン・オム（グルーミング、ヨウジヤマモトとの合同コレクション、東京）
- シャネル（ヘア、東京）
- ジュンアシダ（ヘアメイクチーフ、国連創立五十周年記念コレクションなど、東京）
- 0044（ヘアメイクチーフ、パリ）
- ナオキタキザワ（ヘアメイクチーフ、東京）
- フェンディ（ヘアメイクチーフ、東京）
- ヨシエイナバ（ヘアチーフ、東京）
- ヨシキヒシヌマ（ヘアメイクチーフ、東京／ミラノ）

### ビデオクリップ
- CHARA『大切をきづくもの』（2000年、ヘアメイク）
- 中谷美紀『こわれたこころ』（2000年、ヘアメイク）
- KOH+『最愛』（2008年、ヘアメイク）
- 福山雅治『化身』（2009年、ビューティーディレクション）
- 福山雅治『最愛』（2009年、ビューティーディレクション）
- 福山雅治『はつ恋』（ビューティーディレクション）
- 福山雅治『心color 〜a song for wonderful year〜』（2010年、ビューティーディレクション）
- AKB48『風は吹いている』（2011年 、ビューティーディレクション）
- ももいろクローバーZ『サラバ、愛しき悲しみたちよ』（2012年、ビューティーディレクション）
- ももいろクローバーZ『Neo STARGATE』（2013年、ビューティーディレクション）
- ももいろクローバーZ『BIRTH Ø BIRTH』（2013年、ビューティーディレクション）
- 真木よう子『幸先坂』（2013年、クリエイティブディレクション）

### アルバムアートワーク
- CHARA  『Caramel Milk-The Best of Chara−』（2000年、ヘアメイク）
- ビョーク『拘束のドローイング9-サウンドトラック−』（2006年、ビューティーメイクアップ）
- 福山雅治『残響』（2009年、 ビューティーディレクション）
- 福山雅治『はつ恋』（2009年、ビューティーディレクション）
- 福山雅治『心color』（2010年、ビューティーディレクション）
- AKB48『風は吹いている』（2011年、ビューティーディレクション）
- ももいろクローバーZ『5TH DIMENSION』（2013年、ビューティーディレクション）
- 真木ようこ『幸先坂』（2013年、クリエイティブディレクション）
- シアトリカル・オデッセイ・オブ・バレエアポロ『幻想連鎖』（2019年、プロデュース）

### その他
- EsquireUS版（1992年、ヘア、ピーター・ビアード撮影日本特集）
- 第43回NHK紅白歌合戦（1992年、本木雅弘のヘアメイク）[6]
- コムデギャルソン青山本店展示作品（1996年、ヘア＋ペインティング）
- ウラジミール・マラホフ写真集（1999年、ヘアメイク）
- 資生堂花椿（2000年、ヘアメイク）
- 市川新之助写真集（2003年、ヘアメイク）
- 第55回NHK紅白歌合戦（2004年、石川さゆりのヘアメイク）
- 第60回NHK紅白歌合戦（2009年、福山雅治のビューティディレクション）

### 教育
- ダートパックス（2002-2012年、撮影のためのメイクアップ教育」を目的としたワークショップ、英表記：DARTPACs）
- 柘植伊佐夫の美容と人物デザインラボ～コントラポスト～（2021-、美容と人物デザインのオンラインサロン、英表記：CONTRAPPOSTO）

## 出版

### 著作
- 龍馬デザイン。（2010年、幻冬舎、 ISBN 978-4-344-01906-5）
- さよならヴァニティー（2012年、講談社、 ISBN 978-4-06-217254-7）

### 寄稿
- ツウが語る映画この一本（2011年近代映画社 ISBN 978-4-7648-2345-7）
- 大河ドラマをつくるということー時代考証学の提唱ー（2012年、名著出版 、ISBN 978-4-626-01732-1）
- 本のチカラ（2013年、日本経済新聞出版社 、ISBN 978-4-532-31877-2）

## 受賞
- 第1回日本ヘアデザイナー大賞／大賞（1990年、ジャパン・ヘア・ドレッシングアワード）
- 第2回日本ヘアデザイナー大賞／優秀セッションスタイリスト賞（1991年 、ジャパン・ヘア・ドレッシングアワード）
- 第30回毎日ファッション大賞／鯨岡阿美子賞（2012年、人物デザインの開拓に対して）
- 第9回アジアフィルムアワード優秀衣装デザイン賞（2015年、作品『喰女ークイメー』）